# 차동 증폭기

차등 증폭기 기호 반전과 비반전은 "−"와 "+" 심벌로 구별한다. V_{s+}와 V_{s−}는 전원이고 생략하기도 한다.

차동 증폭기(Differential Amplifier)는 두 입력 신호의 전압차를 증폭하는 회로이다. 연산 증폭기나 Emitter coupled 논리 게이트의 입력단에 주로 쓰인다. 각 입력 단자의 전압을 {\displaystyle V_{\mathrm {in} }^{+}}와 {\displaystyle V_{\mathrm {in} }^{-}}로 나타내면, 출력단자의 전압 {\displaystyle V_{\mathrm {out} }}은 두 입력의 차이의  {\displaystyle A_{\text{d}}}배로 나타난다.
한편, 한 개의 입력단자를 가진 증폭기도 차동 증폭기의 범주에 포함된다고 볼 수 있다. 차동 증폭기의 두 개의 입력중 하나를 접지시키면 한 개의 입력단자를 가진 증폭기와 같아지기 때문이다.
차동 증폭기는 반전 되먹임(negative feedback)을 이용하는 시스템에서 많이 쓰인다. 이때 두 입력 단자는 각각 원래의 입력 신호, 되먹임 신호와 연결된다. 일반적인 증폭용도 외에도 전동기와 서보(servo)의 제어에도 쓰인다.

## 차동 증폭기 이론

전형적인 쌍대칭 차동 증폭회로 (바이어스 회로와 다른 부가 회로는 생략됨)

이상적인 차동 증폭기 출력은 다음과 같다:
{\displaystyle V_{\text{out}}=A_{\text{d}}(V_{\text{in}}^{+}-V_{\text{in}}^{-})}
여기서 {\displaystyle V_{\text{in}}^{+}}와 {\displaystyle V_{\text{in}}^{-}}는 입력 전압이고, {\displaystyle A_{\text{d}}}는 차동 신호 이득(differential-mode gain)이다.
그러나 실제로 2개의 입력 전압에 대한 이득은 완전히 같지 않다. 설령 {\displaystyle V_{\text{in}}^{+}}과  {\displaystyle V_{\text{in}}^{-}} 이 같더라도, 출력은 완전히 0이 아닐 것이다. 이것은 이상적인 상태에서만 가능한 일이다. 조금 더 현실적으로 차동 증폭기의 출력을 표현한다면, 두번째 항을 넣을 수 있다.
{\displaystyle V_{\text{out}}=A_{\text{d}}(V_{\text{in}}^{+}-V_{\text{in}}^{-})+A_{\text{c}}\left({\frac {V_{\text{in}}^{+}+V_{\text{in}}^{-}}{2}}\right)}
여기서 {\displaystyle A_{\mathrm {c} }}는 공통 신호 이득(common-mode gain)이다.
차동증폭기는 주로 잡음(noise)이나 바이어스-전압(bias-voltage)의 영향을 줄이기 위해 사용되므로 작은 공통 신호 이득이 선호된다.
공통 모드 제거비(CMRR, common-mode rejection ratio)는 차동 신호 이득(differential-mode gain)과 공통 신호 이득(common-mode gain)의 비율이다. CMRR은 차동 증폭기가 얼마나 두 입력 단자에 작용하는 공통 신호(사실은 잡음)을 억제할 수 있는지를 나타낸다.
{\displaystyle \mathrm {CMRR} =10\log _{10}\left({\frac {A_{\mathrm {d} }}{A_{\mathrm {c} }}}\right)^{2}=20\log _{10}\left({\frac {A_{\mathrm {d} }}{|A_{\mathrm {c} }|}}\right)}
이상적인 (완벽히 대칭인) 차동 증폭기의 {\displaystyle A_{\text{c}}}는 0이므로 CMRR은 {\displaystyle \infty }이다. 이 때 출력 전압 {\displaystyle V_{out}}은 {\displaystyle A_{\mathrm {d} }(V_{\mathrm {in} }^{+}-V_{\mathrm {in} }^{-})} 이 된다. 차동 증폭기의 2개의 입력 중 하나를 GND에 연결하면 결국 0V와의 차이를 증폭하는 것이므로, 차동 증폭기는 단일 입력 증폭기로도 사용 가능하다.

## 같이 보기
- 연산 증폭기
- ECL 게이트